# Vashegyi György
Vashegyi György (Budapest, 1970. április 13. –) Kossuth- és Liszt Ferenc-díjas magyar karmester, a régizene kiemelkedő mai szakértője, előadója, a Zeneakadémia tanára, a Purcell Kórus és Orfeo Zenekar alapítója és karmestere, a Magyar Művészeti Akadémia rendes tagja. 2017. október 10-én a Magyar Művészeti Akadémia elnökévé választották, mely tisztséget Fekete Györgytől 2017. november 5-én vette át.

## Tanulmányai
A Marczibányi téri Kodály Zoltán Ének-Zenei Általános Iskolában kezdte tanulmányait (1976-1984), érettségi bizonyítványt a budapesti Piarista Gimnáziumban szerzett 1988-ban. Zenei tanulmányokat hegedű, furulya, oboa (később barokk oboa) és csembaló hangszereken folytatott. 16 éves korában vezényelt először hangversenyen és 18 évesen felvételt nyert a Liszt Ferenc Zeneművészeti Egyetem karmester szakára, ahol Lukács Ervin tanítványa volt. 1993-ban itt szerzett karmesteri oklevelet, Budapesti diploma hangversenyén Mozart Varázsfuvolájának koncertszerű előadását vezényelte. Részt vett John Eliot Gardiner és Helmuth Rilling karmester mesterkurzusain, továbbá 1994-1997 között John Toll posztgraduális continuo-növendéke volt a Drezdai Régi Zenei Akadémián és kamarazenét tanult Jaap ter Linden és Simon Standage irányításával, nagy hatást gyakorolt rá továbbá Malcolm Bilson fortepiano-művész tevékenysége is.

## Tevékenysége

### Fellépések
Még a karmester szak hallgatójaként 1990-ben alapította meg Budapesten a Purcell Kórust Henry Purcell Dido és Aeneas operájának koncertszerű előadása kedvéért. Hasonló gondolat mentén alapította egy évvel később az Orfeo Zenekart, hogy lehetővé tegye Monteverdi Orfeójának első teljes magyarországi bemutatását. A két együttes között az alapító Vashegyi személye teremti a kapcsolatot, mára gyakorlatilag egységet alkotnak és Magyarország egyik legelismertebb régizenei együtteseként tartják számon őket, gyakori vendégei a hazai nagy koncerttermeknek, például a Zeneakadémia nagytermének, vagy a Müpának. Két együttese élén az elmúlt 30 évben számtalan jelentős opera- és oratóriumprodukciót, kantáta- és zenekari műsort hozott létre. Repertoárjuk Gesualdótól Mendelssohnig, megközelítőleg 250 évet fog át: Bach passiói és oratóriumai, kantátái, motettái állandóan megtalálhatóak műsorukon, akárcsak Monteverdi, Purcell, Rameau, Händel, Mozart, Haydn és Mendelssohn művei. 1998 és 2009 között a kórussal és a zenekarral nagy jelentőségű Haydn-ciklust vitt végig Fertőd-Eszterházán, melynek keretében előadta Joseph Haydn valamennyi London előtt született szimfóniáját, összes miséjét és német nyelvű oratóriumát.
Más zenekarok élén is láthattuk több ízben. Kocsis Zoltán felkérésére 2002-ben a Nemzeti Filharmonikus Zenekar vendégkarmestere volt. Számos más együttessel is fellépett már, mint például a Concerto Armonico, a Capella Savaria, a Musica Aeterna, a Magyar Rádió Szimfonikus Zenekara, Budapesti Filharmóniai Társaság Zenekara, Kolozsvári Filharmonikus Zenekar, a MÁV Szimfonikus Zenekar, a Miskolci Szimfonikus Zenekar, az Óbudai Danubia Zenekar, a Budafoki Dohnányi Ernő Szimfonikus Zenekar, a Prágai Kamarazenekar, a Budapesti Vonósok, az Erdődy Kamarazenekar és a Szegedi Szimfonikus Zenekar, olyan szólisták közreműködésével, mint Derek Lee Ragin, David Cordier, Paolo Gavanelli, Jevgenyij Nyesztyerenko, Simon Standage, Malcolm Bilson, Zvi Meniker, Sergiu Luca, John Toll, illetve Nigel North.
A Magyar Állami Operaházban 2000 augusztusában debütált Haydn L'infedeltà delusa című művével, s azóta több száz operaelőadást vezényelt ott. 2013-ban Rameau Hyppolite et Aricie című operáját mutatta be a Purcell Kórus és a korabeli hangszereken játszó Orfeo Zenekar élén, a kortárs zene terén pedig 2005-ben Gyöngyösi Levente A gólyakalifa című művének ősbemutatóját vezényelte.
2005-ben Vashegyi György és az általa alapított két együttes lépett fel a Müpa Fesztivál Színházának megnyitó előadásán, ahol Monteverdi Orfeóját adták elő, majd később ugyanitt került sor Charpentier Actéon című művének bemutatására és Purcell Dido és Aeneas című operájának egy újabb előadásra is.

### Oktatás, kutatás
Vashegyi György kutatói tevékenységének köszönhetően számos újkori világpremier és magyarországi bemutató fűződik nevéhez: együttesei élén eddig közel 30 lemezfelvételt készített, többek között a Hungaroton, Carus, Ediciones Singulares, Aparté és Glossa kiadók számára (Tunder, Charpentier, Purcell, Geist, Bach, Tartini, Manna, Rameau, Mondonville, Istvánffy, Michael Haydn, Joseph Haydn, Mozart, Kraus, Lickl, Méhul, Conti, Stölzel és Gyöngyösi műveiből). Intenzív munkakapcsolatot ápol a Versailles-i Barokk Zenei Központ tal és annak művészeti vezetőjével, Benoît Dratwicki zenetudóssal. Időrendben a következő francia barokk hangfelvételeik jelentek meg a Glossa kiadó gondozásában: Rameau Les Fêtes de Polymnie, Mondonville Grand Motets, Mondonville: Isbé, az Un opéra pour trois rois című, Benoît Dratwicki által összeállított opéra-pastiche, Rameau Nais, Rameau: Les Indes galantes, Gervais: Hypermnestre, Montéclair: Jephte. Az Aparté kiadónál jelent meg a Brillez, astres nouveaux! – válogatás Rameau és francia kortársai operáiból Chantal Santon Jeffery főszereplésével. A Les Fêtes de Polymnie, az Un opéra pour trois rois, a Nais, és a Hypermnestre lemez elnyerte a francia Opéra Magazine „Diamant de l’Opéra” díját, a Les Fêtes de Polymnie és a Nais lemez a „Preis der deutschen Schallplattenkritik” - Német Hanglemezdíjat, illetve az első említett lemez a kitüntető „Diapason D’Or” díjat.
1992 óta a Zeneakadémia tanára, jelenleg egyetemi docens, valamint a 2010-ben, vezetésével megalakult Régi-zenei csoport irányítója.
2013 óta a Magyar Művészeti Akadémia (MMA) tagja. 2017–2023 között az MMA elnöke volt.

## Díjai, elismerései
- Liszt Ferenc-díj (2008)
- Magyar Klasszikus Zenei Díj (2009)
- A Magyar Érdemrend lovagkeresztje (2015)
- Fidelio Kult50 - A kultúra 50 arca 2018 (Klasszikus zenei kategória, Balog Józseffel, Balogh Mátéval, Hámori Mátéval és Rohmann Dittával.)[8]
- A francia Művészeti és Irodalmi Rend lovagja (2022) [9]
- Kossuth-díj (2024)[10]